# Buchhaus (Ködnitz)
Buchhaus (oberfränkisch ebenfalls Buchhaus) ist eine Wüstung und ein amtlich benannter Gemeindeteil von Ködnitz im Landkreis Kulmbach (Oberfranken, Bayern). Buchhaus lag in der Gemarkung Ködnitz.

## Geographie
Die Einöde lag am linken Ufer des Weißen Mains auf einer Höhe von 315 m ü. NHN angrenzend an den Kulmbacher Forst. Im Süden grenzte der Kulmbacher Forst an, der auf dem Rangen lag, einem Höhenzug des Obermainischen Hügellandes. Ein Anliegerweg führte nach Fölschnitz (1,1 km östlich).

## Geschichte
Der Ort wurde 1474 als „Puch“ erstmals urkundlich erwähnt. Der Ortsname leitet sich von Buche(nwald) ab. Der Ort wurde auch „Vorderes Buchhaus“ genannt.
Gegen Ende des 18. Jahrhunderts bestand Buchhaus aus 2 Anwesen. Das Hochgericht übte das bayreuthische Stadtvogteiamt Kulmbach aus. Dieses hatte auch die Dorf- und Gemeindeherrschaft. Das Kastenamt Kulmbach war Grundherr der beiden Anwesen.
Von 1797 bis 1810 unterstand der Ort dem Justiz- und Kammeramt Kulmbach. Mit dem Gemeindeedikt wurde Buchhaus dem 1811 gebildeten Steuerdistrikt Tennach und der 1812 gebildeten gleichnamigen Ruralgemeinde zugewiesen. 1818 wurde der Gemeindesitz nach Ködnitz verlegt und die Gemeinde dementsprechend umbenannt.

### Einwohnerentwicklung
| Jahr      | 001818 | 001861 | 001871 | 001885 | 001900 | 001925 | 001950 | 001961 | 001970 | 001987 |
| Einwohner | 5      | 8      | 10     | 10     | 10     | 18     | 41     | 13     | 12     | *      |
| Häuser    | 1      |        |        | 2      | 2      | 2      | 5      | 1      |        | *      |
| Quelle    | [ 9 ]  | [ 12 ] | [ 13 ] | [ 14 ] | [ 15 ] | [ 16 ] | [ 17 ] | [ 18 ] | [ 19 ] | [ 20 ] |

## Religion
Buchhaus war seit der Reformation evangelisch-lutherisch geprägt und nach St. Johannes (Trebgast) gepfarrt.